# 塩田三郎

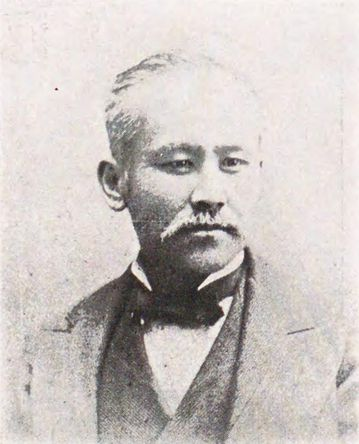
塩田三郎

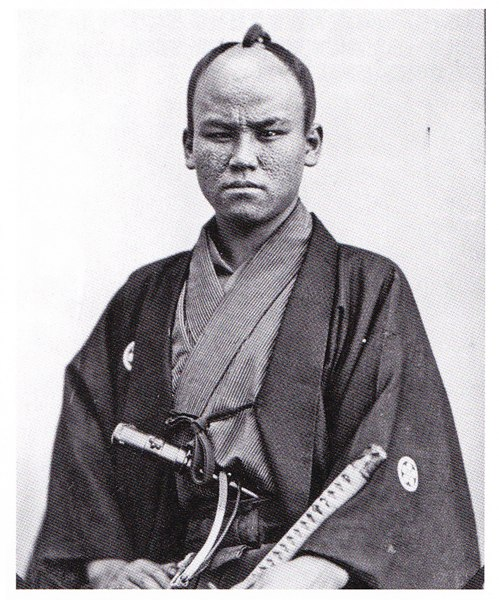
塩田三郎（1864年撮影）。幼少期に天然痘を患った痕跡が見られる

塩田 三郎（しおだ さぶろう、天保14年11月6日（1843年12月26日） - 明治22年（1889年）5月12日）は、日本の武士、外交官。本名は篤信。号は松雲。　

## 来歴
塩田順庵の三男として江戸に生まれ、宮川氏に養子に出される。箱館奉行栗本鋤雲に漢学、メルメ・カションに英仏両語を習う。幕府の通弁御用となり文久3年（1863年）には遣仏横浜鎖港談判使節団に随行と共に、兄が病没したため塩田氏に戻る。2年後、再び英仏に渡る。元治2年（1865年）に幕府が横浜仏語伝習所を設立すると、実質的な校長であったカションからの依頼で助手を務めた。慶応3年（1867年）に外国奉行支配組頭に進む。維新後、民部省に出仕した後外務省に出仕し、明治6年（1873年）に外務大丞。その後、外務少輔になり、井上馨外務卿の条約改正交渉を補佐する。同18年（1885年）に清国への特命全権公使として従三位勲二等、旭日重光章を賜り清国に駐在するが、同22年（1889年）、北京にて死去。享年47。

## 官歴
- 明治3年4月17日 - 民部省出仕[2]
  - 6月23日 - 任　民部権少丞。補　鉄道御用専務[2]
  - 8月20日 - 任　外務権少丞[2]
  - 9月13日 - ヨーロッパ出張[2]
  - 閏10月2日 - 任　外務権大記。鮫島少弁務使と共にイギリス、フランス、ドイツ北部聯邦に出張し、書記翻譚の事務取扱をする[2]。
- 明治4年6月5日 - 特例弁務使として電信会議のためローマへ出張[2]。
  - 8月10日 - 任　外務大記[2]。
  - 10月8日 - 特命全権大使欧米出張に付き、一等書記官として随行[2]。
- 明治5年10月14日 - 外務省中廃大少記[2]
  - 10月17日 - 外務省六等出仕、兼任　二等書記官[2]
- 1873年（明治6年）4月5日 - 帰国[2]
  - 4月14日 - 左局副長[2]
  - 5月18日 - 任　外務少丞[2]
  - 5月19日 - 秘書史　兼務[2]
  - 7月13日 - 外務省四等出仕[2]
  - 12月22日 - 任　外務大丞[2]
- 1874年（明治7年）6月24日 - 本局出仕[2]
  - 8月20日 - イギリス商民より日本政府に対する7件の訴訟裁判事務格別勉勤に付き其の賞として金参百円下賜[2]。
- 1875年（明治8年）4月4日 - 電信御用に付き理事官としてロシアへ出張[2]。
  - 4月19日 - ロシア出張に付き、純子二巻、白羽二重二疋を下賜される[2]。
- 1876年（明治9年）1月5日 - 帰国[2]
  - 2月27日 - 汽船衝突事件臨時裁判所開廷に付き審判となる[2]。
  - 12月18日 - アメリカ人バッチェルドル訴訟。大幸丸仲裁の一件において外務省答弁書に記名調印する[2]。
- 1877年（明治10年）1月11日 - 廃官[2]
  - 1月23日 - 任 外務大書記官[2]
  - 6月6日 - 宗則 京都出張のため随行する[2]。
  - 9月5日 - 翻譚局長兼本局掛[2]
- 1878年（明治11年）7月4日 - 大幸丸仲裁の一件格別勉勤に付き其の賞として金百円下賜[2]。
  - 8月31日 - 千葉県へ出張[2]
- 1879年（明治12年）11月21日 - 条約改正取調掛　兼務[2]
- 1880年（明治13年）3月18日 - 外務省三等出仕[2]
  - 11月15日 - 取調局長[2]
- 1881年（明治14年）6月28日 - 農商工上等会員[2]
  - 10月21日 - 任　外務少輔[2]
- 1882年（明治15年）1月25日 - 条約改正予議会副委員[2]
- 1884年（明治17年）3月1日 - 任　参事院議官、三等官相当　年俸三千五百円下賜[2]。
  - 3月2日 - 司法部勤務[2]
  - 4月21日 - 免　条約改正予議会副委員[2]
  - 4月25日 - 内務部勤務[2]
  - 5月13日 - 新潟県令及同県会具状、地方郵便費予算の件審理委員。新潟県令及同県会具状、町村土木補助費支出の件審理委員[2]。
  - 5月24日 - 会社条例編纂委員[2]
  - 6月9日 - 制度取調局御用掛　兼勤[2]
  - 8月16日 - 法制部勤務[2]
- 1885年（明治18年）3月4日 - 破産法編纂委員[2]
  - 12月22日 - 廃官、任　特命全権公使[2]
  - 12月28日 - 清国北京在勤、内閣二等官相当　二等年俸下賜[2]。
- 1886年（明治19年）3月16日 - 改交際官官制勅任一等[2]
  - 7月12日 - 下級年俸下賜[2]
- 1887年（明治20年）7月8日 - 帰国[2]
  - 11月9日 - 任地の清国へ戻る[2]。
- 1889年（明治22年）5月11日 - 特旨を以位階被進[2]
  - 5月12日 - 清国にて薨去[2]。

## 栄典・授章・授賞
- 明治3年6月23日 - 正七位[2]
- 明治4年12月9日 - 従六位[2]
- 1873年（明治6年）
  - 6月25日 - 正六位[2]
  - 11月15日 - 従五位[2][3]
- 1880年（明治13年）3月18日 - 正五位[2]
- 1886年（明治19年）
  - 7月8日 - 従四位[2][4]
  - 10月20日 - 従三位[2][5]
- 1889年（明治22年）5月11日 - 正三位[2][6]

勲章等
- 1882年（明治15年）8月8日 - 勲二等旭日重光章[2]

外国勲章佩用允許
- 1883年（明治16年）7月23日 - イタリア王国：王冠勲章グランコルドーネ[2]
- 1884年（明治17年）2月23日 - スペイン王国：イサベル・ラ・カトリカ勲章グランドクロス[2][7]
- 1885年（明治18年）
  - 5月8日 - ロシア帝国：神聖スタニスラス第一等勲章[8]
  - 6月7日 - ロシア帝国：神聖アンナ第一等勲章[2]
  - 5月11日 - ベルギー王国：レオポール勲章グランドフィシェ[2][9]
- 1886年（明治19年）2月10日 - ベルシア：獅子太陽第一等勲章[2][10]